# 達尼埃萊·巴塞利
達尼埃萊·巴塞利（義大利語：Daniele Baselli；1992年3月12日—）是一位意大利足球運動員。在場上的位置是中場。他曾效力於亞特蘭大足球俱樂部。他也代表意大利U21國家足球隊參賽。